# Deutsche Fußballmeisterschaft der B-Juniorinnen 2009/10
Die deutsche Fußballmeisterschaft der B-Juniorinnen 2010 war die elfte Auflage dieses Wettbewerbes. Meister wurde der 1. FFC Turbine Potsdam, der im Finale die TSG 1899 Hoffenheim mit 3:1 besiegte und somit zum dritten Mal in Folge und zum achten Mal insgesamt den wichtigsten Titel des Juniorinnenfußballs in Deutschland gewinnen konnte.

## Teilnehmende Mannschaften
Für die Endrunde qualifizierten sich die Sieger der fünf Meisterschaftswettbewerbe der Regionalverbände des Deutschen Fußball-Bundes sowie die Zweitplatzierten der Wettbewerbe des nordostdeutschen, des süddeutschen und des westdeutschen Regionalverbandes.
| Regionalverband Nord | Regionalverband Nordost                    | Regionalverband Süd                       | Regionalverband Südwest | Regionalverband West                        |
| - SV Werder Bremen   | - 1. FFC Turbine Potsdam - Leipziger FC 07 | - TSG 1899 Hoffenheim - FC Bayern München | - SC 07 Bad Neuenahr    | - FCR 2001 Duisburg - Herforder SV Borussia |

## Spielergebnisse

### Gruppenspiele

#### Gruppe A
| Pl. | Verein                | Sp. | S | U | N | Tore    | Diff. | Punkte |
| --- | --------------------- | --- | - | - | - | ------- | ----- | ------ |
| 1.  | TSG 1899 Hoffenheim   | 3   | 3 | 0 | 0 | 005:200 | +3    | 09     |
| 2.  | Herforder SV Borussia | 3   | 1 | 1 | 1 | 003:200 | +1    | 04     |
| 3.  | Leipziger FC 07       | 3   | 1 | 1 | 1 | 002:200 | ±0    | 04     |
| 4.  | SC 07 Bad Neuenahr    | 3   | 1 | 0 | 2 | 002:600 | −4    | 03     |

|                                                  |   |                       |           |
| 4. Juni 2010, Sportschule Hennef                 |   |                       |           |
| SC 07 Bad Neuenahr                               | – | Leipziger FC 07       | 2:1 (1:1) |
| Herforder SV Borussia                            | – | TSG 1899 Hoffenheim   | 1:2 (1:0) |
| 5. Juni 2010, Walter-Mundorf-Stadion in Siegburg |   |                       |           |
| SC 07 Bad Neuenahr                               | – | Herforder SV Borussia | 0:2 (0:0) |
| Leipziger FC 07                                  | – | TSG 1899 Hoffenheim   | 1:0 (1:0) |
| 6. Juni 2010, Sportschule Hennef                 |   |                       |           |
| TSG 1899 Hoffenheim                              | – | SC 07 Bad Neuenahr    | 3:0 (3:0) |
| 6. Juni 2010, Walter-Mundorf-Stadion in Siegburg |   |                       |           |
| Leipziger FC 07                                  | – | Herforder SV Borussia | 0:0       |

#### Gruppe B
| Pl. | Verein                 | Sp. | S | U | N | Tore    | Diff. | Punkte |
| --- | ---------------------- | --- | - | - | - | ------- | ----- | ------ |
| 1.  | 1. FFC Turbine Potsdam | 3   | 3 | 0 | 0 | 008:100 | +7    | 09     |
| 2.  | FC Bayern München      | 3   | 2 | 0 | 1 | 005:200 | +3    | 06     |
| 3.  | FCR 2001 Duisburg      | 3   | 1 | 0 | 2 | 003:300 | ±0    | 03     |
| 4.  | SV Werder Bremen       | 3   | 0 | 0 | 3 | 000:100 | −10   | 0      |

|                                                      |   |                        |           |
| 4. Juni 2010, Sportschule Barsinghausen              |   |                        |           |
| 1. FFC Turbine Potsdam                               | – | FCR 2001 Duisburg      | 2:1 (1:0) |
| SV Werder Bremen                                     | – | FC Bayern München      | 0:4 (0:2) |
| 5. Juni 2010, Stadion des TSV Groß Munzel            |   |                        |           |
| 1. FFC Turbine Potsdam                               | – | SV Werder Bremen       | 4:0 (1:0) |
| FCR 2001 Duisburg                                    | – | FC Bayern München      | 0:1 (0:0) |
| 6. Juni 2010, August-Wenzel-Stadion in Barsinghausen |   |                        |           |
| FC Bayern München                                    | – | 1. FFC Turbine Potsdam | 0:2 (0:2) |
| FCR 2001 Duisburg                                    | – | SV Werder Bremen       | 2:0 (1:0) |

### Finale
| Paarung                | 1. FFC Turbine Potsdam – TSG 1899 Hoffenheim |
| Ergebnis               | 3:1 (1:0) |
| Datum                  | 13. Juni 2010 um 11:00 Uhr |
| Stadion                | Sportforum Waldstadt, Potsdam |
| Zuschauer              | 487 |
| Schiedsrichterin       | Angelika Söder (Schwarzenbruck) |
| Tore                   | 1:0 Erica Dillmann (40.) 2:0 Vanessa Göldner (56.) 3:0 Lyn Meyer (58.) 3:1 Leonie Keilbach (65.) |
| 1. FFC Turbine Potsdam | Friderike Mehring – Vanessa Göldner, Kristin Demann, Jennifer Lüdicke – Jennifer Cramer, Vanessa Müller, Karoline Heinze (72. Liesa Seifert), Erica Dillmann – Lyn Meyer, Jalila Dalaf (80. Joana Beckers), Sandra Starke Cheftrainer: Sven Weigang                                    |
| TSG 1899 Hoffenheim    | Martina Tufeković – Jana Rippberger, Chiara Müller (41. Svenja Lüdtke), Sarah Hohmeyer, Carolin Kraus (77. Miriam del Brio) – Claire Savin, Selina Hünerfauth, Sophie Howard, Tabea Rauschenberger – Jacqueline Claus (63. Leonie Keilbach), Jennifer Schlee Cheftrainer: Frank Fürniß |